# Nikolaj Nikolaevič Čerepnin
Nikolaj Nikolaevič Čerepnin (in russo Николай Николаевич Черепнин?; San Pietroburgo, 15 maggio 1873 – Issy-les-Moulineaux, 26 giugno 1945) è stato un compositore, pianista e direttore d'orchestra russo.
Fu il direttore della prima stagione di Parigi dei Balletti russi di Sergej Djagilev.

## Biografia
Nikolaj Čerepnin nacque a San Pietroburgo nel 1873 da un noto e ricco medico con lo stesso nome. Il vecchio Nikolaj frequentava circoli d'élite di artisti, tra cui Fëdor Dostoevskij e Modest Musorgskij. La madre del giovane Nikolaj morì quando era piccolo e, quando suo padre si risposò, fu sostituita da una matrigna ambivalente. Da bambino il padre di Nikolaj lo picchiava regolarmente ed imponeva un codice generale di rigida disciplina.
Su insistenza di suo padre, Nikolaj conseguì una laurea in giurisprudenza, anche se durante gli studi componeva costantemente. Nel 1895 si laureò presso l'università di San Pietroburgo. Nel 1898 si diplomò in composizione con Nikolaj Rimskij-Korsakov al conservatorio di San Pietroburgo ed ebbe un diploma in pianoforte con K.K. Fan-Arkh. Il suo talento ed il suo alto status familiare gli valsero nel 1899 un lavoro come insegnante di direzione d'orchestra alla Cappella di canto della Corte Imperiale, dove insegnò per sei anni, prima di tornare ad insegnare al conservatorio di San Pietroburgo. Durante il suo mandato di 13 anni (dal 1909 in poi come professore) ebbe molti studenti importanti, tra cui Sergej Prokof'ev, Aleksandr Gauk, Jurij Šaporin e Lazar Saminskij.
Nel 1902 divenne il direttore fisso dei Concerti Sinfonici Russi e successivamente fu ospite presso la Società musicale russa, la Società filarmonica di Mosca, i Concerti Ziloti ed i Concerti Storici di Ivan Vasilenko. Diresse anche al teatro Mariinskij dal 1906 al 1909. Fece parte del Circolo di Beljaev, e del Circolo di musica contemporanea e lavorò con il movimento Mir iskusstva ("Mondo dell'Arte"). Čerepnin era amico del musicologo Aleksandr Ossovskij.
Nel 1907, durante la sua permanenza al conservatorio, scrisse forse la sua opera più famosa, il balletto Le Pavillon d'Armide, che due anni dopo diresse durante la prima esecuzione dei leggendari Balletti russi di Sergej Djagilev. Diresse per tutta la prima stagione e tornò a dirigere più volte nei cinque anni successivi. Con i Balletti russi fu direttore a Berlino, Monte Carlo, Parigi, Roma ed alla Royal Opera House del Covent Garden a Londra.
Dal 1905 al 1917 fu direttore del conservatorio di San Pietroburgo, dove insegnò direzione d'orchestra. Nel 1918 fu invitato a ricoprire la carica di direttore del conservatorio nazionale di Tbilisi, la capitale della Repubblica Democratica di Georgia. Dopo la conquista della Georgia da parte dei bolscevichi nel 1921, si trasferì a Parigi e vi soggiornò per il resto della sua vita. Mentre era in Francia, lavorò con Anna Pavlova e la sua compagnia di balletto come compositore e direttore d'orchestra (1922-1924) e fece tournée per l'Europa e gli Stati Uniti, ma abbandonò la sua carriera concertistica nel 1933 a causa di un deterioramento del suo udito. Nel 1925 fondò il conservatorio russo a Parigi e ne fu il direttore per alcuni anni (1925-1929 e 1938-1945). Nel 1926 divenne membro del consiglio di amministrazione della casa editrice Beljaev, di cui in seguito fu presidente dal 1937 fino alla sua morte nel 1945.
Era il padre del compositore e pianista Aleksandr Čerepnin.

## Composizioni

### Opera
- Svat (1930)
- Van'ka-ključnik (1933)

### Balletto
- Le Pavillon d'Armide (1907)
- Narciss (1911)
- Maska krasnoj smerti (1915)
- Dionis (1922)
- Začarovannaja ptica: russkaja skazka (1923)
- Roman Mumii (1924)

### Coro
- 2 cori (1899)
- La canzone di Saffo (1899)
- La Discesa all'Inferno della Vergine Maria (Oratorio, 1934)

### Orchestra
- La princesse lointaine (preludio a La Princesse Lointaine, una commedia con lo stesso titolo di Edmond Rostand), Op. 4 (1896)
- Macbeth (after act 4, scene 1), Op. 12 (1902)
- From Land to Land (1903)
- Concerto per pianoforte in do diesis minore, Op. 30 (1905)
- Mar'ja Morevna (poema sinfonico) (1909)
- The Enchanted Kingdom (1910)
- 6 illustrazioni musicali al racconto di Pushkin sul "Pescatore e il pesce" (1917)
- Destiny (1938)

### Musica da camera
- Poema lirico, per quartetto d'archi (1898)
- Melodia, per violino e pianoforte (1902)
- 5 Pezzi per Piano (1904)
- 6 Quartetti per corno (1910)
- The Alphabet in Pictures, per pianoforte (1910)
- Cadence fantastique, per violino e pianoforte (1915)

### Orchestrazioni e completamenti
- Musorgskij: Sorochinsky Fair (1923)
- Sokolovskij: The Miller-Wizard, Cheat and Matchmaker (1925)